# Motor Sich
Motor Sich JSC («Мотор Січ») er en ukrainsk producent af flymotorer med hovedkvarter i Zaporizjzja. Deres produkter omfatter flymotorer til bl.a. Antonov-fly, motorer til helikoptere fra Turkish Aerospace Industries samt gasturbiner til industri.